# Francisco José Carrasco
Francisco José Carrasco Hidalgo zvaný též Lobo (* 6. března 1959, Alcoy) byl španělský fotbalista. Nastupoval především na pozici krajního záložníka nebo útočníka. Se španělskou reprezentací získal stříbrnou medaili na mistrovství Evropy v roce 1984, přičemž nastoupil ve všech pěti utkáních Španělů na turnaji a v zápase ve skupině proti Rumunsku vstřelil gól. Zúčastnil se i mistrovství světa v letech 1982 a 1986, kde ovšem do bojů nezasáhl, a mistrovství Evropy v roce 1980, kde si připsal dva starty. Za národní tým nastupoval v letech 1979–1988 a odehrál 35 utkání, v nichž vstřelil 5 gólů. Na klubové úrovni hrál za Barcelonu (1978–1989), FC Sochaux (1989–1992) a UE Figueres (1992). S Barcelonou třikrát vyhrál Pohár vítězů pohárů (1978–79, 1981–82, 1988–89), což je rekord, a zahrál si s ní finále Poháru mistrů 1985–86. Jednou se s ní rovněž stal mistrem Španělska (1984–85) a třikrát získal španělský pohár (1980–81, 1982–83, 1987–88). Za Barcelonu celkem odehrál 502 zápasů, v nichž vstřelil 103 branek. Po skončení hráčské kariéry se krátce věnoval i trénování, v letech 2007–2008 vedl Real Oviedo.